# 11104 Airion
11104 Airion eller 1995 TQ är en asteroid i huvudbältet som upptäcktes den 6 oktober 1995 av AMOS-projektet vid Haleakalā-observatoriet. Den är uppkallad efter Evelyn Airion Enyart.
Asteroiden har en diameter på ungefär 8 kilometer. 